# Heddo Schulenburg

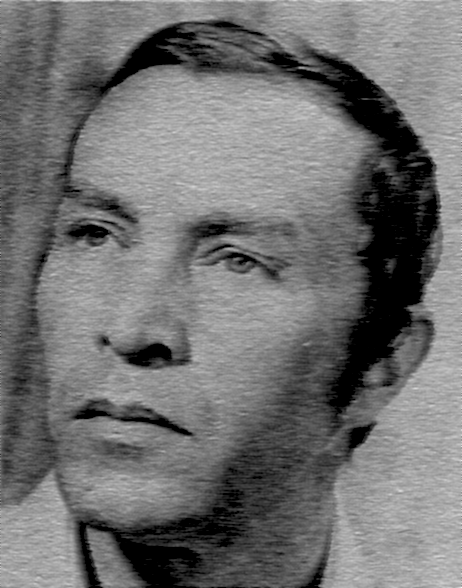
Schulenburg ca. 1970

Hans-Joachim „Heddo“ Schulenburg (* 5. Februar 1928 in Berlin; † 6. April 2008 ebenda) war ein deutscher Theater- und Filmschauspieler.

## Karriere
Schulenburg trat schon als Achtjähriger in Filmen auf. So hatte er 1936 eine Kinderrolle in dem Bavaria-Film Die Stimme des Herzens, wo er an der Seite des italienischen Opernsängers Beniamino Gigli spielen durfte.
Später ging er dann zum Theater und spielte dort z. B. 1970 mit Otto Krone in Maxim Gorkis Nachtasyl den Baron.

## Filmografie
- 1936: Die Stimme des Herzens
- 1939: Fasching
- 1939: Der arme Millionär
- 1939: Germanen gegen Pharaonen (Kurzfilm)
- 1940: Jakko
- 1941: Das Mädchen von Fanö
- 1942: Der Strom
- 1942: Mit den Augen einer Frau
- 1943: Der Majoratsherr
- 1949: Der Ruf
- 1949: Verspieltes Leben
- 1967: Von null Uhr eins bis Mitternacht (Fernsehserie, Folge 1x09 Die kranke Miss Mabel)
- 1971: Jonatan Briels Lenz (Fernsehfilm)
- 1972: Das Jahrhundert der Chirurgen (Fernsehserie, Folge 1x12 Das Allerheiligste)